# Rhipidia subterminalis
Rhipidia subterminalis är en tvåvingeart som beskrevs av Alexander 1921. Rhipidia subterminalis ingår i släktet Rhipidia och familjen småharkrankar. Inga underarter finns listade i Catalogue of Life.